# Comté de Deuel (Nebraska)
Pour les articles homonymes, voir Comté de Deuel.
Le comté de Deuel est un comté de l'État du Nebraska, aux États-Unis. Son siège est la ville de Chappell.